# 최승렬 (1963년)
최승렬(1963년 9월 21일 ~ )은 대한민국의 경찰공무원으로 현재 치안정감급 직위에 있다. 서울특별시 출신이다.

## 학력
- 성동고등학교 졸업
- 인하대학교 중국어과 졸업

## 경력
- 1992 제40기 경찰간부후보생
- 2011.12 ~	2012.06	서울지방경찰청 경무과 과장
- 2012.07 ~ 2013.04	경찰청 경찰수사연수원 교무과 과장 직무대리
- 2013.04 ~ 2013.07	강원지방경찰청 수사과 과장
- 2013.07 ~ 2014.01	강원 속초경찰서 서장
- 2014.01 ~ 2015.01	경찰청 특수수사과 과장
- 2015.01 ~ 2016.01	경기 과천경찰서 서장
- 2016.01 ~ 2016.12	경찰청 수사2과 과장
- 2016.12 ~	2017.12	서울 서초경찰서 서장
- 2017.12 ~	2018.12	경찰청 수사과 과장
- 2018.12 ~	2020.01	경북지방경찰청 2부장 경무관
- 2020.01 ~ 2020.08	경기남부지방경찰청 수사부장 준비요원
- 2020.01 ~ 2020.08	경기남부지방경찰청 제3부장 경무관
- 2020.08 ~ 2021.02 경찰청 수사국 국장 치안감
- 2021.01 ~ 2021.02 경찰청 국가수사본부 본부장 직무대리
- 2021.12 ~ 2022.06 경기남부경찰청장(치안정감)